# SCENE (ASKAのアルバム)
『SCENE』（シーン）は、飛鳥涼（現：ASKA）の1枚目のオリジナル・アルバムでもあり、本作の6曲目の楽曲でもある。1988年8月21日に発売された。発売元はポニーキャニオン。
1989年3月21日にGOLD CD、1990年7月21日と2001年8月22日はCDとして、2018年11月21日には『SCENE - Remix ver. -』（シーン・リミックスバージョン）というタイトルでUHQ-CDによる再発売がされている。

## 背景・リリース
ASKA（当時の表記名：飛鳥涼・RYO ASUKA）として初のソロ・アルバムである。
2005年11月23日の『SCENE III』発売と同日に、本作と『SCENE II』を収めたBOXセット『SCENE I & II limited edition』が期間限定で発売された。
2018年11月21日に本作の楽曲をリミックスして再発売され、ボーナストラックとして「大人じゃなくていい」のリミックスバージョンが収録された。

## 制作
ASKAは、デビューして4･5年が経った頃からソロ・アルバムを作りたいと思っていたという。しかし、その頃はチャゲ&飛鳥の活動を行っていく中で、ASKAが先行してソロ活動する事を危惧するスタッフの意見があり、ASKAもそれに同意して、見送ってきた経緯があるという。
今回ソロ作品を発表したのは、CHAGE&ASUKAとしての楽曲の作風が、「フォーク演歌」と言われていた頃からポップス指向に変化してきた中で、初期からのファンに対して「自分の中には、こういうパイはいつでも持っていますよ。」というものを提示しようと制作したと述べている。
その後も制作背景は変わっていくが、『SCENE』と名のつくシリーズは1991年の『SCENE II』、2005年の『SCENE III』へと続き、ソロワークの軸のひとつとなる。

## 音楽性
バラードを中心に構成されている本作は、収録曲数10曲のうち、5曲が他のアーティストに提供した楽曲のセルフカバーである。また、作詞：西條八十・作曲：服部良一の「蘇州夜曲」をカバーした楽曲も収録している。

## ツアー
2008年に行われたシンフォニック・コンサート『ASKA SYMPHONIC CONCERT TOUR 2008 "SCENE"』にも『SCENE』のタイトルが付けられたが、ASKAは「オーケストラから発するイメージが、"SCENE" という名にふさわしいと思った」と語っている。

## 収録曲

### CD・CT版
| #  | タイトル                     | 作詞     | 作曲     | 編曲             | 時間 |
| -- | ---------------------------- | -------- | -------- | ---------------- | ---- |
| 1. | 「伝わりますか」             | 飛鳥涼   | 飛鳥涼   | 十川知司         | 4:39 |
| 2. | 「蘇州夜曲」                 | 西條八十 | 服部良一 | 瀬尾一三         | 4:45 |
| 3. | 「予感」                     | 飛鳥涼   | 飛鳥涼   | 十川知司         | 4:10 |
| 4. | 「MY Mr.LONELY HEART」       | 飛鳥涼   | 飛鳥涼   | 飛鳥涼、瀬尾一三 | 4:40 |
| 5. | 「夢はるか」(原案：立松和平) | 飛鳥涼   | 飛鳥涼   | 十川知司         | 4:58 |

| #         | タイトル            | 作詞      | 作曲      | 編曲               | 時間  |
| --------- | ------------------- | --------- | --------- | ------------------ | ----- |
| 6.        | 「SCENE」           | 飛鳥涼    | 飛鳥涼    | 十川知司           | 4:21  |
| 7.        | 「ふたり」          | 飛鳥涼    | 飛鳥涼    | 澤近泰輔           | 5:04  |
| 8.        | 「今でも」          | 飛鳥涼    | 飛鳥涼    | 近藤敬三           | 4:14  |
| 9.        | 「最後の場面」      | 飛鳥涼    | 飛鳥涼    | 雨水英司           | 4:53  |
| 10.       | 「MIDNIGHT 2 CALL」 | 飛鳥涼    | 飛鳥涼    | 平野孝幸、澤近泰輔 | 4:32  |
| 合計時間: | 合計時間:           | 合計時間: | 合計時間: | 合計時間:          | 46:18 |

### CD版 (Remix ver.)
| #         | タイトル                            | 作詞      | 作曲      | 編曲               | 時間  |
| --------- | ----------------------------------- | --------- | --------- | ------------------ | ----- |
| 1.        | 「伝わりますか」                    | ASKA      | ASKA      | 十川知司           | 4:38  |
| 2.        | 「蘇州夜曲」                        | 西條八十  | 服部良一  | 瀬尾一三           | 4:45  |
| 3.        | 「予感」                            | ASKA      | ASKA      | 十川知司           | 4:09  |
| 4.        | 「MY Mr.LONELY HEART」              | ASKA      | ASKA      | ASKA、瀬尾一三     | 4:40  |
| 5.        | 「夢はるか」(原案：立松和平)        | ASKA      | ASKA      | 十川知司           | 4:58  |
| 6.        | 「SCENE」                           | ASKA      | ASKA      | 十川知司           | 4:21  |
| 7.        | 「ふたり」                          | ASKA      | ASKA      | 澤近泰輔           | 5:04  |
| 8.        | 「今でも」                          | ASKA      | ASKA      | 近藤敬三           | 4:13  |
| 9.        | 「最後の場面」                      | ASKA      | ASKA      | 雨水英司           | 4:52  |
| 10.       | 「MIDNIGHT 2 CALL」                 | ASKA      | ASKA      | 平野孝幸、澤近泰輔 | 4:20  |
| 11.       | 「大人じゃなくていい」(Bouns Track) | ASKA      | ASKA      | ASKA、佐藤準       | 4:54  |
| 合計時間: | 合計時間:                           | 合計時間: | 合計時間: | 合計時間:          | 50:54 |

## 楽曲解説
1. 伝わりますか
1988年にちあきなおみに提供した楽曲（アルバム『伝わりますか』収録曲）のセルフカバー。
1984年にASKAが役者として初出演した、日本テレビ系ドラマ『友よ』の撮影時に滞在していたホテルで作られた楽曲である。
2. 蘇州夜曲
李香蘭（山口淑子）主演の映画『支那の夜』（1940年公開）の劇中歌として制作された曲のカバー。
ASKAが子どもの頃から大好きだった曲で、坂本九の「上を向いて歩こう」とどちらを収録するか迷ったが、こちらが収録されることになった[6][7]。
2007年の「服部良一生誕100周年コンサート」出演時や、『第49回日本レコード大賞』にゲスト出演した際に、この曲を歌っている。
3. 予感
1985年に中森明菜に提供した楽曲（アルバム『BITTER AND SWEET』収録曲）のセルフカバー。
1990年に、PanasonicのCMソングとなった「はじまりはいつも雨」であったが、当初タイアップの依頼があった時には、この曲が使用される予定であった。
4. MY Mr.LONELY HEART
1987年9月21日発売のソロデビュー・シングル。特に表記はないがアルバム・ミックス。
5. 夢はるか
シングル「MIDNIGHT 2 CALL」のカップリング曲。
6. SCENE
（作詞・作曲：飛鳥涼　編曲：十川知司）
本作のタイトル曲。
2008年にリリースした配信限定ライブ・アルバム『ASKA SYMPHONIC CONCERT TOUR 2008 "SCENE" at The Bay (Singapore)』の1曲目にも収録されている。
7. ふたり
1988年に少年隊に提供した楽曲（シングル「ふたり」）のセルフカバー。
提供曲だが、ASKA自身が歌うことを意識して書いた楽曲だとしている。
8. 今でも
1985年にテレサ・テンに提供した楽曲（アルバム『愛人』収録曲）のセルフカバー。
テレサ・テンのアルバムでは「今でも…」という表記になっている。
9. 最後の場面
チャゲ&飛鳥のアルバム『INSIDE』をリリースした頃にコンサート用に作られた楽曲である。
10. MIDNIGHT 2 CALL
1988年7月21日発売の2枚目のシングル。1984年にシブがき隊に提供した楽曲（アルバム『純情元年五月五日 -LOVE from HONOLULU-』収録曲）のセルフカバー。シングル・ヴァージョンと違い、秒針のSEがイントロ前に10秒程ながれるが、2018年発売のリミックスバージョンでは、この音は省略されている。
11. 大人じゃなくていい
シングル「MY Mr.LONELY HEART」のカップリング曲。
2018年11月21日の再発盤のみ収録した楽曲。リミックスバージョンで収録している。

## 参加ミュージシャン
- BLACK EYES
  - E.Guitar：近藤敬三
  - Drums：菅沼孝三
  - Bass：雨水英司
  - Keyboard：澤近泰輔、十川知司

with THE ALPHA（#5）
- Manipulator：浦田恵司、中山信彦、近藤敬三、澤近泰輔、十川知司